# Contea di Polk (Florida)
La contea di Polk (in inglese Polk County) è una contea della Florida, negli Stati Uniti. Il suo capoluogo amministrativo è Bartow.

## Geografia fisica
La contea ha un'area di 5206 km² di cui il 6,75% costituita da acque interne. La contea di Polk è l'unica che compone l'Area Statistica Metropolitana di Lakeland. Confina con:
- Contea di Lake - nord
- Contea di Orange - nord-est
- Contea di Osceola - est
- Contea di Okeechobee - sud-est
- Contea di Highlands - sud-est
- Contea di Hardee - sud
- Contea di Manatee - sud-ovest
- Contea di Hillsborough - ovest
- Contea di Sumter - nord-ovest
- Contea di Pasco - nord-ovest

## Storia
La Contea di Polk divenne la 39ª contea della Florida l'8 febbraio del 1861, quando la Contea di Hillsborough venne divisa tra una parte est ed una ovest. La parte est fu nominata Polk in onore dell'undicesimo presidente degli Stati Uniti, James Knox Polk.

## Politica
| Anno | Repubblicani | Democratici | Altri |
| ---- | ------------ | ----------- | ----- |
| 2004 | 58,6%        | 40,8%       | 0,6%  |
| 2000 | 53,6%        | 44,6%       | 1,8%  |
| 1996 | 45,3%        | 44,4%       | 10,3% |
| 1992 | 45,2%        | 35,3%       | 19,5% |
| 1998 | 66,4%        | 33,0%       | 0,6%  |

## Città principali
- Auburndale
- Bartow
- Haines City
- Lakeland
- Winter Haven